# 天野街道
天野街道（あまのかいどう）とは、大阪府大阪狭山市から河内長野市を結ぶ街道である。西高野街道と堺市岩室で分岐して、「女人高野」とも呼ばれる天野山金剛寺への参詣道である。
かつては熊野参詣にも利用され、西高野街道の旧経路と考えられる。
西高野街道と天野街道の分岐点を示す道標があり、陶器山の尾根筋上を南下し、大野の穴地蔵を経て、天野川の段丘上を進み、金剛寺に至る。

## 経由地（市町村）
大阪狭山市
河内長野市

## 賞・選考
平成7年度　建設省（国土交通省）　「手づくり郷土賞」
平成9年度　「大阪の道99選」